# 数学危机
數學危機在歷史上發生過三次，每一次均對數學的發展有重大影響。在第一次數學危機中，因為發現腰長為1的等腰直角三角形的斜邊長度無法寫成有理數，從而引申出日後的無理數概念。第二次數學危機得以解決微積分引入無窮小量而產生的問題。第三次數學危機則是因羅素悖論而起，它點出樸素集合論中的缺失。
Ernst Snapper所著The Three Crises in Mathematics: Logicism, Intuitionism, and Formalism,
Mathematics Magazine, Vol. 52 (1979), pp. 207-216這篇得獎論文(美國數學協會MAA 1980年Carl B. Allendoerfer Award)所列說的三次數學危機則跟上面所講的這三個不完全相同。

## 參閱
- 第一次數學危機
- 第二次數學危機
- 第三次數學危機
- 数学基础

## 外部連結
- .   [2017-03-24]. （原始内容存档于2017-04-04）.
- .   [2014-09-28]. （原始内容存档于2015-02-26）.
- . （原始内容存档于2008-11-21）.